# Fejlrapporteringssystem
Et fejlrapporteringssystem (engelsk: bug tracking system, sommetider (slang): bugtracker eller bug tracker) er en softwareapplikation, der lister softwarefejl i et softwareudviklingsprojekt. Sommetider, især i open source-projekter, tillader  fejlrapporteringssystemer slutbrugere at indsende fejlrapporter til databasen.

## Komponenter
Nogle komponenter af et fejlrapporteringssystem er fakta om rapporterede fejl, såsom:
- Tiden, der en bug blev rapporteret
- En bugs sværhed
- Den fejlagtige applikations opførsel
- Detaljer om hvordan at reproducere bugen
- Identiteten af personen, der rapporterede bugen
- Nogle programmører, der må blive reparerende programmet

## Eksempler
De mest populære fejlrapporteringssystemer er formentlig Bugzilla og Mantis Bug Tracker. SourceForge, der hovedsageligt er et kildekodeopbevaringssted, bliver  også brugt som et fejlrapporteringssystem. Mange virksomheder og organisationer, f.eks.  Debian, der opretter websider og applikationer, opretter også  et fejlrapporteringssystem specifikt til deres applikation eller webside.